# Leucemia monoblastica
La leucemia monocitica acuta è un raro tipo di tumore ematologico, un sottotipo della leucemia mieloide acuta in cui vi è una proliferazione maligna di monociti immaturi.
Le leucemie monocitiche acute mostrano difetti nella coagulazione, e sono caratterizzate dall'avere molte sedi extramidollari: è nota per essere una delle maggiori cause del sarcoma mieloide.

## Epidemiologia
È una malattia piuttosto rara con un'incidenza di 1 caso su 500 000, costituisce meno del 20% di tutte le leucemie mieloidi acute.

## Forme cliniche

### Leucemia monoblastica pediatrica
La LMA-M5 è rara in età pediatrica, tuttavia risulta essere più curabile rispetto alla forma adulta, per via dell'età e della migliore tolleranza ai trattamenti chemio-farmacologici i bambini hanno una prognosi che ammonta al 66-70%

### Eosinofilia
La leucemia monoblastica acuta ipereosinofila è una condizione molto rara (il 20% di tutte le LMA-M5) ed è caratterizzata dall'avere una prognosi leggermente migliore rispetto alla forma tipica. Viene trattata utilizzando gli stessi schemi chemioterapici.

## Trattamento
Il trattattamento è analogo a quello delle altre forma di LMA, ed è a base di chemioterapia, radioterapia, terapie immuno-biologiche e trapianto di midollo osseo.

## Prognosi
La prognosi per questa forma di LMA è peggiore rispetto a quella delle altre leucemie mieloidi, infatti si ha un'elevata mortalità per via delle coagulopatie. La prognosi ammonta per gli adulti al 25-50% a 5 anni (rispetto al 70-99% della media per le LMA).